# ペット・セメタリー2
『ペット・セメタリー2』（Pet Sematary Two）は、1992年のアメリカのホラー映画。

## あらすじ
女優の母レネーが撮影現場での事故で亡くなった後、13歳のジェフ・マシューズと獣医の父チェイスは、レネーの故郷であるメイン州ラドローに移り住む。ジェフは好戦的な町の保安官ガス・ギルバートと、ガスに容赦のない虐待を受けている義理の息子ドリューと知り合う。また、町の苛めっ子クライド・パーカーの標的となり、クリード一家及びミクマク族の墓地の伝説を聞かされる。
ある夜、ガスはセックスの邪魔をされたため、ドリューの愛犬ゾーイを射殺する。ドリューはジェフに対して、埋葬により死者が生き返ると噂されるミクマク族の墓地にゾーイの死体を埋める手伝いを依頼する。実際にゾーイは蘇生したものの凶暴な状態であった。チェイスが銃創を治療しようとするも、ゾーイは拒絶する。更に奇妙なことに心臓が動いていない状態であった。チェイスが研究所にゾーイの血液を送ると細胞の腐敗が進んでおり、死んだ犬そのものであるという回答を受ける。
ジェフとドリューはハロウィンの夜に、地元の少年達との怪談話をするためにペット・セメタリーへ向かう。禁止していたにもかかわらず母親がドリューに対して夜間の外出を許可したことを知ったガスはセメタリーへ集まっていた少年達を追い払い、義理の息子ドリューに暴行を加える。墓標で殴ろうとしたとき、ゾーイが突如現れてガスの首を食い破って殺害する。ガスが絶命したため、二人はミクマク族の墓に死体を埋める。ガスは蘇生するが、以前と比較するとぎこちない様子であり口数も少なくなっていた。しかしドリューに対して優しい態度を見せるようになる。その後、ガスは下品で暴力的な状態となり、ドリューの母に対して性的暴行を働き、夕食としてペットのウサギの皮を残酷に剥ぐという奇行に走る。
一方、ゾーイは預けられていた動物病院の檻を破壊し近くにいた三匹の子猫を殺害する。その後、チェイスの家に侵入し攻撃を加えた。次の日、ジェフはクライドに遭遇し、自転車のタイヤで鼻を削ぎ落とされそうになる。そこにガスが現れジェフを逃がすと、彼の乗っていたバイクの後輪で顔面を潰してクライドを殺害する。ガスは殺害現場をドリューに目撃されていたため、自宅まで彼を追跡する。ドリューはゾーイに襲われながらも、窓から脱出し帰宅してきた母の車に乗り込み自宅を離れるが、ガスはパトカーに乗り猛スピードで追跡し、対向車のトラックに激突させることで二人を殺害する。その後、ガスはクライドの死体をバッグに入れ、ゾーイや自身と同様に墓地に埋める。
ドリューの葬儀後、ジェフは墓地の力を利用し、母親を蘇生させることを決意する。ガスが彼女の死体を掘り起こし、ジェフのために墓地へ運ぶ。チェイスは妻の墓が荒らされたことを聞くと、ガスの自宅に急行する。ゾーイとガスからの反撃を受けるが、格闘の末、持参した銃で頭部を撃って射殺する。
蘇生したレネーは、マシューズ家の家政婦マジョリー・ハーグローブを刺殺する。ジェフは屋根裏で蘇生した母親と対面し抱き合う。チェイスが自宅に到着し、ジェフに母親から離れるよう告げるが、彼女は夫と共に過ごしたいと告げる。そして蘇生したクライドも現れ、チェイスを殴打した後、ジェフを斧やスケートの刃で殺害しようとする。レネーは二人が戦っている間に出口に鍵を掛けてドアノブを引きちぎり、屋根裏部屋に火を放つ。
ジェフは切断された電気コードをクライドの口に入れて感電死させ、斧で屋根裏のドアを破壊する。レネーはジェフに留まり自分と一緒にいてほしいため、愛していると伝える。しかし、ジェフは満身創痍のチェイスに「あれは母さんじゃない」と言われて我に帰り、彼を家から担ぎ出して脱出した。残されたレネーは「共に行きましょう！死は素晴らしい物よ！」と狂ったように笑いながら炎に包まれた。
その後、動物病院を閉鎖したチェイスとジェフはラドローを去るのであった。

## キャスト
※括弧内は日本語吹替（Netflix版）、DVD未収録。
- ジェフ・マシューズ - エドワード・ファーロング（髙木裕平）
- チェイス・マシューズ - アンソニー・エドワーズ（村治学）
- ガス・ギルバート - クランシー・ブラウン（てらそままさき）
- クライド・パーカー - ジャレッド・ラシュトン（平井貴大）
- ドリュー・ギルバート - ジェイソン・マグワイア（泊明日菜）
- レネー・マシューズ - ダーラン・フリューゲル（石塚理恵）
- アマンダ・ギルバート - リサ・ウォルツ（英語版）
- マジョリー・ハーグローブ - サラ・トリガー（山咲しづ香）
- 役不明又はその他 - （竹内夕己美、八木岳、山口勘太、市川太一、松川裕輝、槙野旦、片山加奈、真木駿一、牛田裕子、菅原光、藤野彩水、鈴木崚汰、髙梨愛）

## 製作
パラマウントは続編でも『ペット・セメタリー』の成功を継続することを切望しており、メアリー・ランバートを再度監督として迎えた。ランバートは前作の唯一の生存者エリー・クリードを主人公にしたいと考えていたが、パラマウントは10代の少女を主人公とすることに確証を持てなかった。そのため全く新しいキャラクターと男性の主人公が採用された。主演には、前年の大作映画『ターミネーター2』の大ヒットを受けて、13歳のエドワード・ファーロングが抜擢された。
撮影はジョージア州コウェタ郡で行われた。

## 公開
公開に先立ち、前作『ペット・セメタリー』の原作者であるスティーブン・キングは、本作のクレジットから自身の名前を削除した。
1992年8月28日に劇場公開され、週末興行収入ランキングで第3位の成績を収めた。
1993年4月にVHS版、2001年9月にDVD版が発売された。

## 評価
映画批評集積サイト「Rotten Tomatoes」では、21件のレビューがあり、批評家支持率は24%、平均点は10点満点で3.8点となっている。「Metacritic」には11件のレビューがあり、加重平均で35/100点、「概して不評」の評価となっている。
「ニューヨーク・タイムズ」のスティーブン・ホールデンはこの作品を「キャラクターやストーリーよりも特殊効果のほうがはるかに優れている」とした。「ロサンゼルス・タイムズ」のケビン・トーマスは、「1989年のオリジナル作品ほど怖さはないが、主人公の13歳という不安定な時期を、大胆な神話的手法で表現し解決しようとしている」とした。「バラエティ」では、「ペット・セメタリー2は前作と比較し50%程度優れている。つまり全く良いものではない」とした。「ワシントン・ポスト」のリチャード・ハリントンは引き延ばされたハリウッド・ナイトメアのエピソードに例え、脚本をオリジナルからの単なる焼き直しと批判した。ボストン・グローブのジェイ・カーは「オリジナル作品よりもエンタメ性が高いが、これは続編というよりもリメイクである」と位置づけた。「DVDバーディクト」のパトリック・ノーグルは「ペット・セメタリー2は死体のような悪臭を放っている。」と酷評した。

### 受賞
ガス役を演じたクランシー・ブラウンは1993年のファンゴリア・チェーンソー・アワードの助演男優賞にノミネートされた。しかし、『ドラキュラ』で司祭とヴァン・ヘルシングの2役を演じたアンソニー・ホプキンスが受賞した。